# Blastobasis biceratala
Blastobasis biceratala é uma espécie de mariposa do gênero Blastobasis pertencente à família Coleophoridae.